# Mike Twin Sullivan
Mike Twin Sullivan (* 23. September 1878 in Cambridge, Massachusetts, USA als Michael Sullivan; † 31. Oktober 1937 ebenda) war ein US-amerikanischer Boxer irischer Abstammung. Von 1907 bis 1908 hielt er den Weltmeistertitel im Weltergewicht.